# راجکومار آمریت کاور
راجکومار آمریت کاور (به انگلیسی: Rajkumari Bibiji Amrit Kaur) (۲ فوریه ۱۸۸۹ – ۶ فوریه ۱۹۶۴) سیاستمدار هندی بود. او که در جنبش استقلال‌طلبی هند فعال بود، بعد از استقلال هند به عنوان نخستین وزیر بهداشت این کشور منصوب شد و از ۱۹۴۷ تا ۱۹۵۷ این سمت را در اختیار داشت. آمریت کاور در مدت وزارت خود اصلاحاتی گسترده در سیستم بهداشتی هند ایجاد کرد. او همچنین در زمینه حقوق زنان فعالیت می‌کرد. علاوه بر این‌ها، آمریت کاور عضو مجلس قانون اساسی هند بود که نخستین قانون اساسی این کشور بعد از استقلال از بریتانیا را تصویب کرد.

## نگارخانه

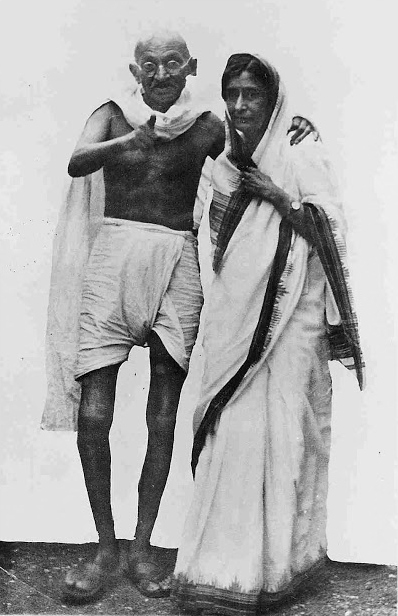
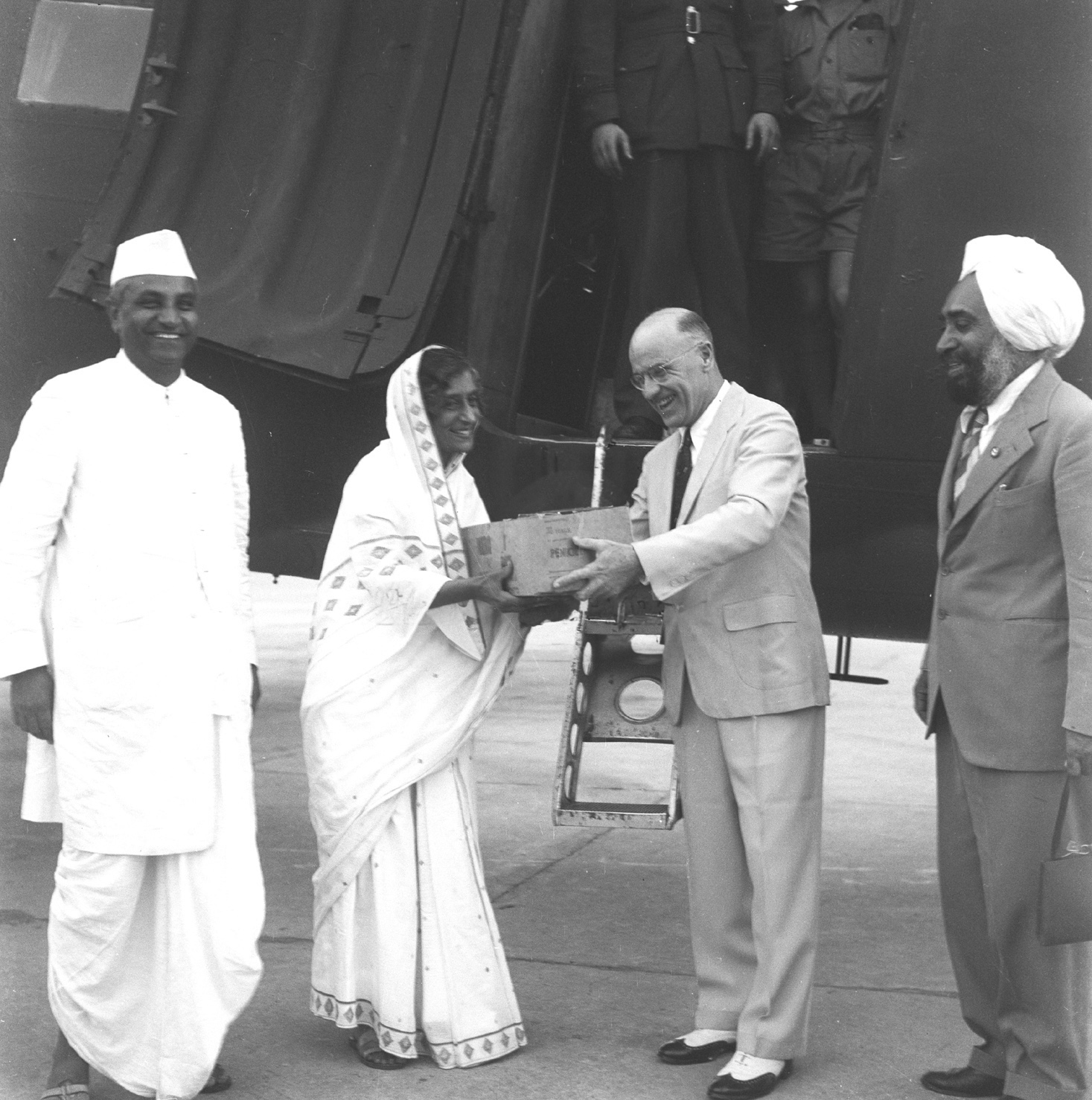